# Droga wojewódzka 421
Die Droga wojewódzka 421 (DW 421) ist eine 26 Kilometer lange Droga wojewódzka (Woiwodschaftsstraße) in der polnischen Woiwodschaft Opole und der Woiwodschaft Schlesien, die Szczyty mit Nędza verbindet. Die Strecke liegt im Powiat Głubczycki, im Powiat Kędzierzyńsko-Kozielski und im Powiat Raciborski.

## Streckenverlauf
Woiwodschaft Opole, Powiat Głubczycki
-  Szczyty (Tscheidt) (DW 417)

Woiwodschaft Opole, Powiat Kędzierzyńsko-Kozielski
- Koza (Heinrichsdorf)
- Wronin (Wronin)
- Dzielawy (Dzielau)
-  Witosławice (Witoslawitz) (DK 45)
-  Błażejowice (Blaseowitz) (DW 422)

Woiwodschaft Schlesien, Powiat Raciborski
- Sławików (Slawikau)
- Grzegorzowice (Gregorsdorf)
-  Ciechowice (Schichowitz) (DW 915)
-  Nędza (Nendza, Nensa) (DW 919, DW 922)